# 2806 Graz
2806 Graz је астероид главног астероидног појаса са средњом удаљеношћу од Сунца која износи 2,379 астрономских јединица (АЈ).
Апсолутна магнитуда астероида је 13,3.